# Mohamed V de Marruecos
Muhammad ibn Yūsuf o Sidi Mohamed ben Yúsef, más conocido como Mohamed V (en árabe, محمد الخامس, Muḥammad al-Jāmis; Fez, 10 de agosto de 1909-Rabat, 26 de febrero de 1961) fue el sultán de Marruecos desde 1927 hasta 1953, y posteriormente entre 1955 y 1957, y luego rey desde 1957 hasta 1961. “El padre de la independencia” logró conciliar las fuerzas divididas del nacionalismo marroquí y ayudó a formar una unidad alrededor del trono.

## Biografía y familia

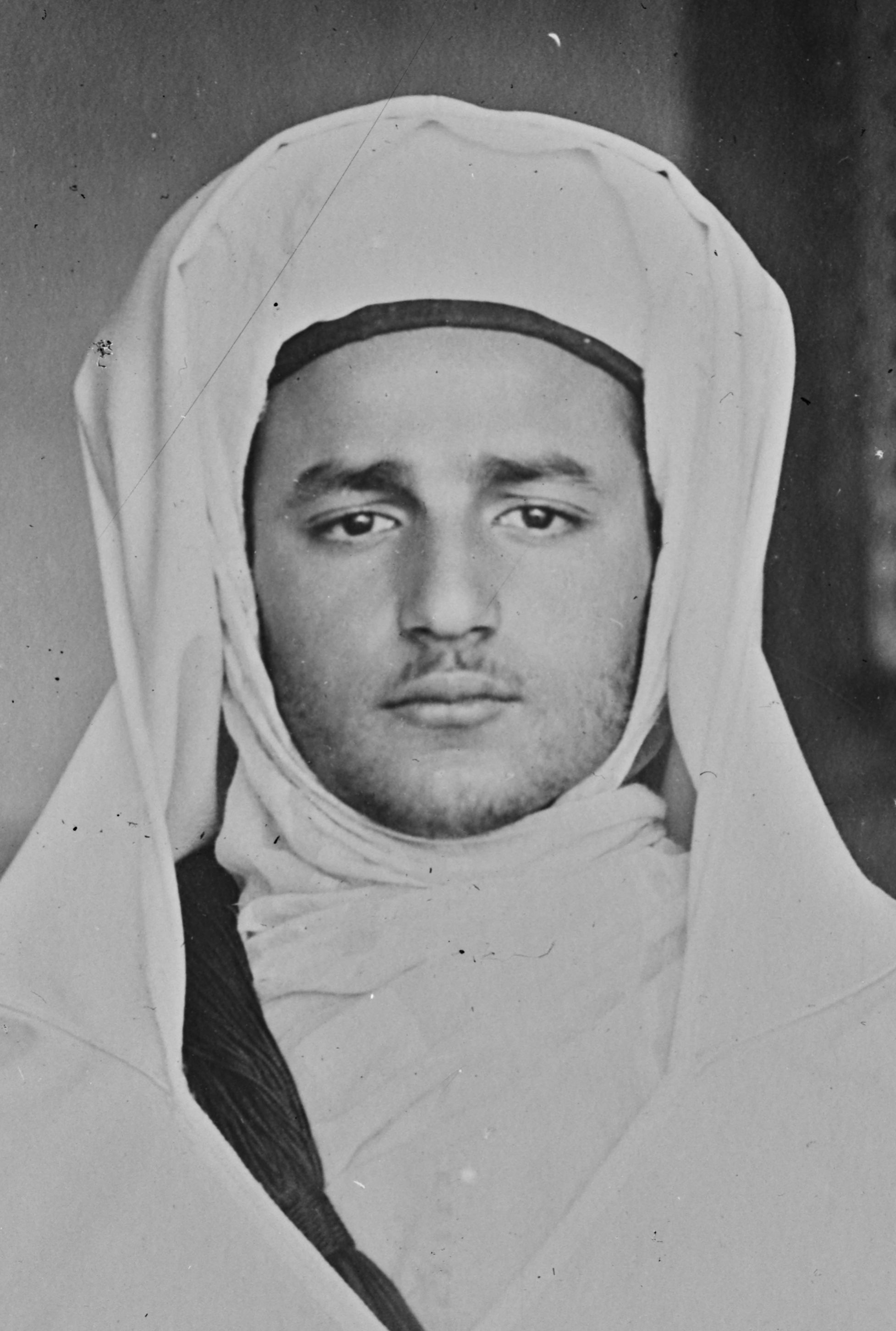
Un retrato del joven Sidi Mohamed ben Yusef al-Alawi.

Mohamed ben Yúsuf, el hijo del sultán Mulay Yúsuf, era miembro de la dinastía alauí.
De su infancia y juventud, pasadas en la agobiante atmósfera de los palacios de Fez y Mequínez, el historiador francés Charles-André Julien hace un denso diagnóstico en su libro Le Maroc face aux impérialismes: "Marginado por su padre, menospreciado por sus dos hermanos mayores y duramente vejado por el todopoderoso chambelán, sumado a una salud frágil, no conoció la bondad humana más que en la persona de su modesto pero fiel preceptor argelino Mohamed Ma’meri". Su carácter estuvo, pues, marcado por esta infancia dura que le produjo un "rencor contenido" por las humillaciones que debió sufrir.

### Esposas e hijos
- De Lalla Hanila bint Mamoun, su primera esposa (casados en 1925): 
  - la princesa Lalla Fatima Zohra (nació el 29 de junio de 1929 y murió el 11 de agosto en 2014).
- De Lalla Abla bint Tahar (nació el 5 de septiembre de 1909 y murió el 1 de marzo de 1992 en Rabat), su segunda esposa:
  - el príncipe Moulay El Hasán, futuro Hasán II, (nació en Rabat el 9 de julio de 1929 y murió en Rabat el 23 de julio de 1999).
  - la princesa Lalla Aïcha (nació en Rabat el 17 de junio de 1930 y murió en Rabat el 4 de septiembre en 2011).
  - la princesa Lalla Malika (nació el 14 de marzo de 1933 en Rabat y murió el 28 de septiembre de 2021 en Rabat).
  - el príncipe Moulay Abdallah (nació el 30 de julio de 1935 en Rabat y murió el 20 de diciembre de 1983 en Rabat).
  - la princesa Lalla Nuzha (nació el 29 de octubre de 1940 en Rabat y murió el 2 de septiembre de 1977 en Tetuán).
- De Lalla Bahia bint Antar (murió el 3 de septiembre de 2008 en Rabat), su tercera esposa:
  - la princesa Lalla Amina (nació en Madagascar el 14 de abril de 1954 y murió el 16 de agosto de 2012).[3]

## Comienzo del reinado (1927-1939)

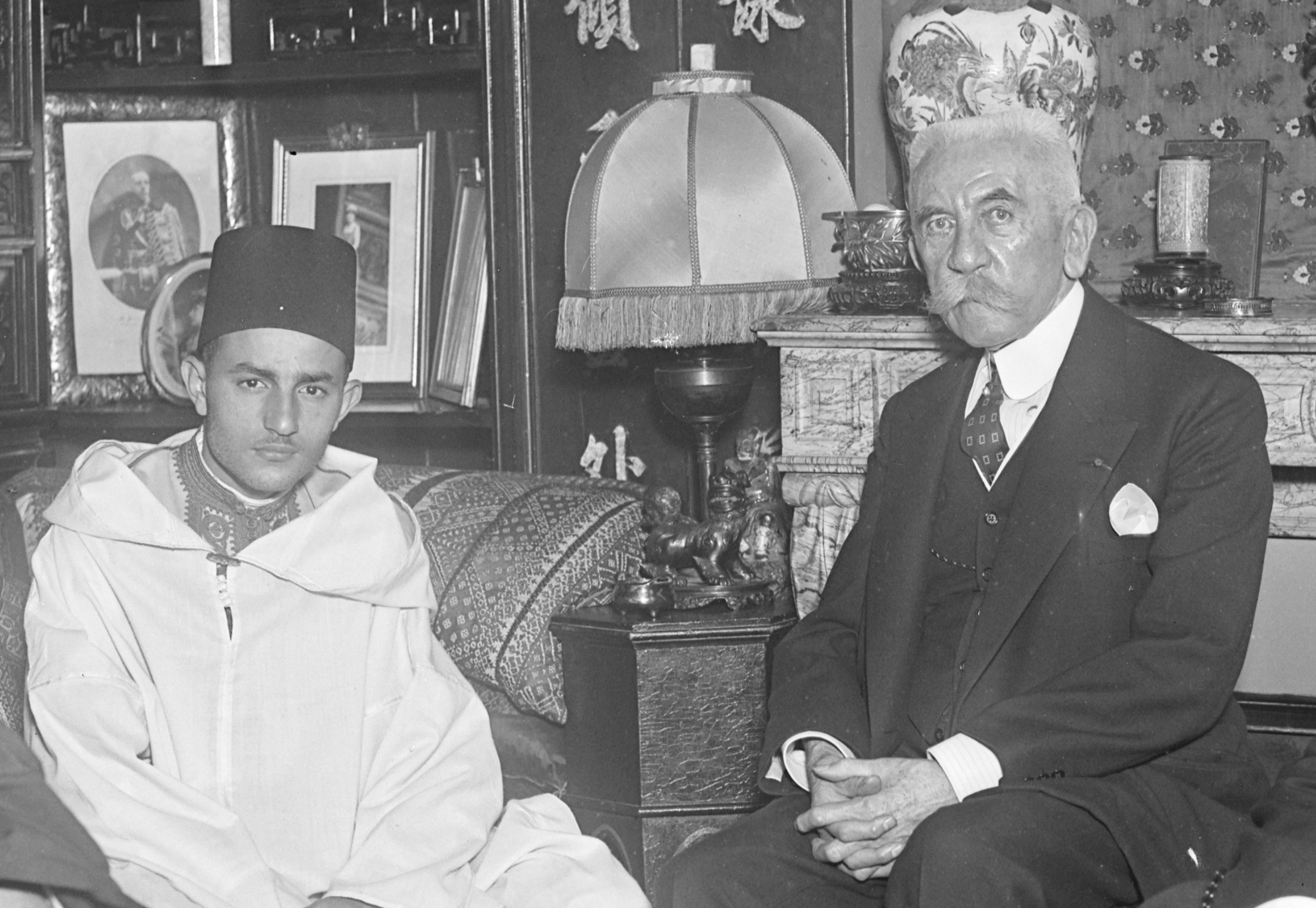
El joven sultán sentado con el ex residente general francés, Hubert Lyautey, en 1930.

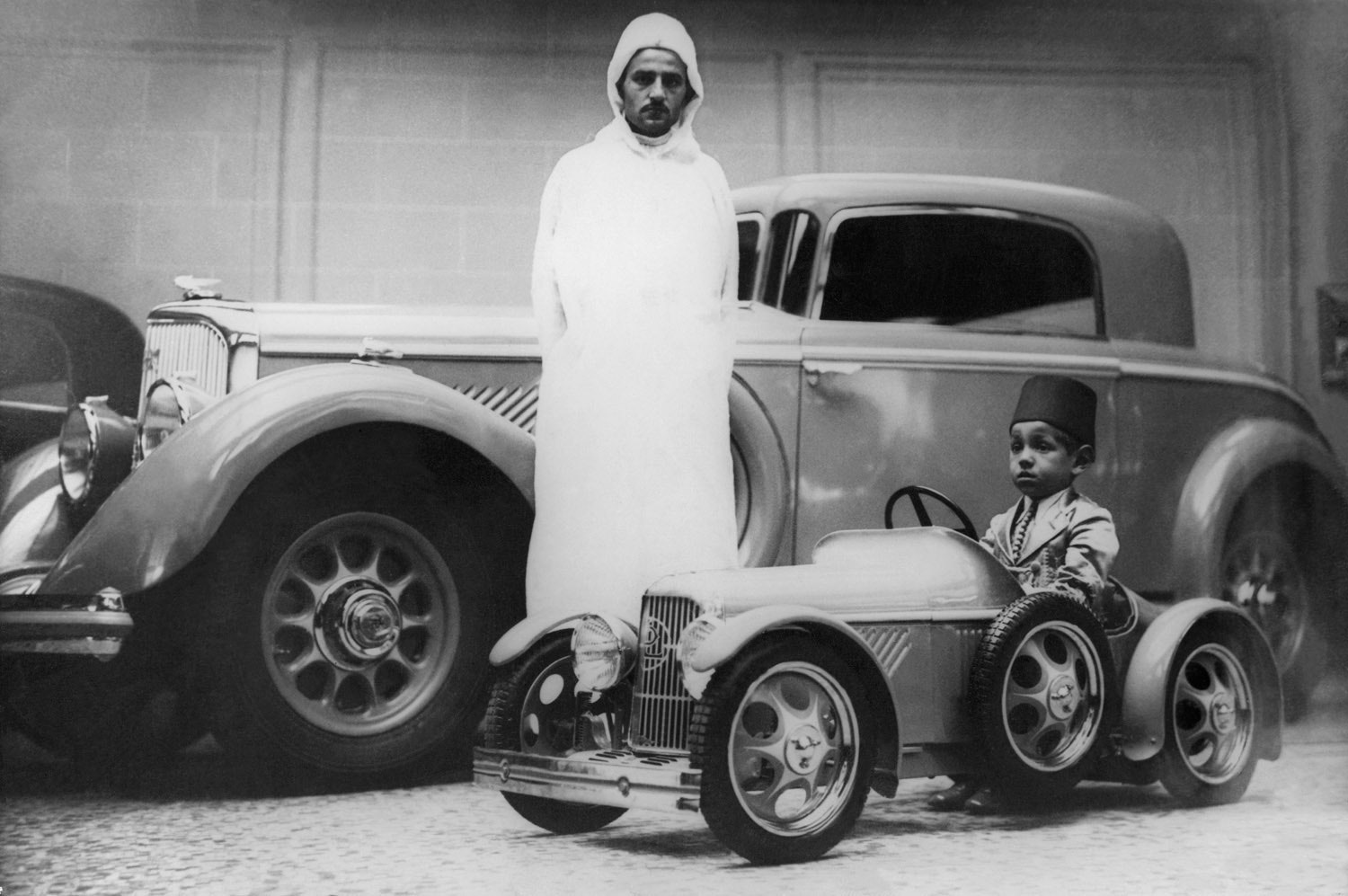
El sultán Sidi Mohamed V con su hijo, el futuro rey Hasán II, en una réplica de Panhard.

Mohamed ben Yusef fue el tercer hijo de Moulay Yusuf, sultán desde el 13 de agosto de 1912 después de su hermano Moulay Hafid. El verdadero sucesor al trono era el primogénito Moulay Idris, ya califa de Marrakech, que se convirtió en el presunto heredero al que apoyaban "el general Mougin, director del gabinete militar del residente general Jules Steeg, el astuto director del protocolo imperial y de la cancillería, Kaddour ben Ghabrit y sobre todo su maestro, el emprendedor y ambicioso chambelán Thami Ababou". Sin embargo, no fue Idris sino Mohamed que sucedió a su padre el 18 de noviembre de 1927, a la edad de diecisiete años, en detrimento de sus dos hermanos mayores, por influencia de las autoridades francesas que gobernaban parte del país en régimen de protectorado y que preferían un candidato que creían dócil.

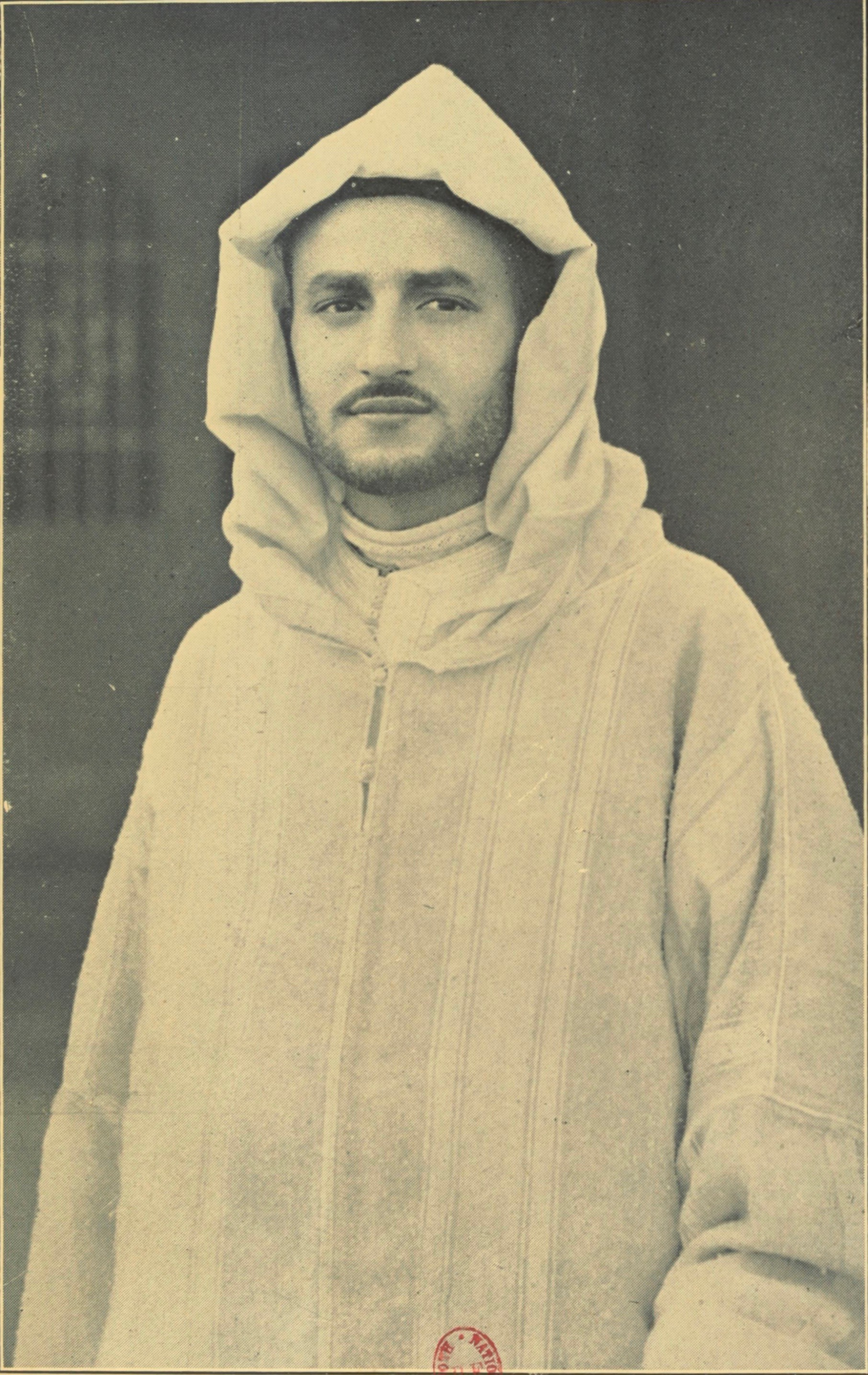
El Sultan Mohamed V de Marruevos llevando una chilaba en 1934.

El 16 de mayo de 1930, el sultán firmó el Dahir bereber, un proyecto de los funcionarios franceses de la residencia general de Rabat. El objetivo del Dahir era que las regiones berberéfonas debían regirse por sus propias yemáas (colectividades rurales) conforme al derecho consuetudinario tribal conocido por el aorf (costumbre o tradición) y que debía ser administrado en lengua francesa por tribunales “ad hoc” competentes en materia personal, mobiliaria e inmobiliaria y animados por oficiales del Ejército francés. Esto suponía la abolición en esas regiones de la justicia cheránica, la desaparición de las instituciones islámicas, la eliminación del idioma árabe y la prohibición de la enseñanza del Corán.
El pueblo marroquí reaccionó con protestas mediante oraciones y recitaciones en las mezquitas —que fueron prohibidas por las autoridades francesas— y manifestaciones en las calles, reprimidas por la intervención de la policía y el ejército francés. El 8 de abril de 1934 Sidi Mohamed promulgó un Dahir para derogar las disposiciones esenciales del Dahir bereber del 16 de mayo de 1930 con lo que satisfacía una de las aspiraciones de su pueblo; desautorizaba la medida adoptada por el gobierno francés cuatro años atrás y demostraba que estaba decidido a intervenir personalmente en los asuntos públicos. El sultán simpatizaría con el movimiento nacionalista desde 1934, convencido de que servía el interés dinástico.

## Durante la Segunda Guerra Mundial
Durante la Segunda Guerra Mundial, el sultán y algunos nacionalistas en libertad se pusieron al lado de Francia y de sus aliados. El 3 de septiembre de 1939, Sidi Mohamed se dirigió al pueblo con estas palabras: “Es necesario que el pueblo marroquí se una a la causa común, poniendo a la disposición de Francia tanto nuestros recursos humanos como nuestros recursos materiales”. El sultán se negó a firmar cuatro Dahires antisemitas presentados por el régimen de Vichy. Aunque el sultán no los firmó, los judíos sufrieron discriminación por ley en relación con el ejercicio de la profesión, la ubicación de sus viviendas, racionamiento y detención en campos.
En una cena celebrada el 22 de enero de 1943 durante la Conferencia de Anfa, que tuvo lugar a las afueras de Casablanca, Mohamed recibió la promesa de un Marruecos independiente, por parte del presidente estadounidense Roosevelt. El 14 de febrero de ese mismo año, el Frente patriótico del nacionalismo marroquí en la zona norte exigía mediante un manifiesto presentado a las autoridades españolas, la independencia y la libre disposición de los marroquíes de su propio destino. Desde entonces, el monarca ha apoyado al movimiento nacionalista.

## Lucha por la independencia (1944-1953)

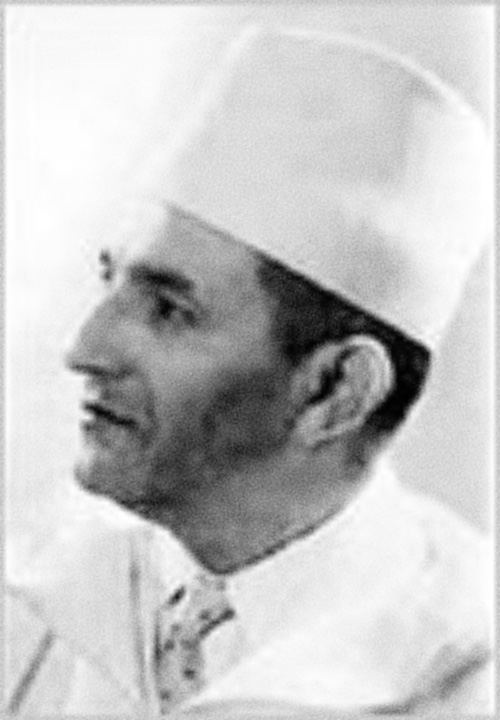
Mohamed V

El segundo manifiesto de independencia que daría nacimiento al partido del Istiqlal, fue redactado por los nacionalistas el 11 de enero de 1944 y firmado por 58 personalidades marroquíes. El 10 de abril de 1947 Mohamed V durante un discurso histórico celebrado en Tánger, hizo proclamas independentistas. Comenzó su discurso en la plaza del Zoco Grande, haciendo menciones al texto sagrado y exhortaciones a la fe. Decía que, como sultán, se sentía responsable de recuperar la gloria pasada, en referencia a la educación y la creación de escuelas para asegurar que las jóvenes pueden desarrollar sus virtudes. El sultán también hizo referencias a la unión entre pueblos árabes y musulmanes, la “Liga sabia” (en referencia a la Liga Árabe), que había tenido como objetivo la unificación del Machreq y Magreb. 
El sultán continuó el discurso insistiendo en los derechos del pueblo marroquí, los cuales debían ser legales y tenían que estar apoyados por la ley. Dijo también querer asegurar, junto con otras fuerzas, el renacimiento del país y situarlo entre los pueblos más evolucionados. En este contexto, señaló sobre el destino de Tánger lo siguiente: “La conferencia que ha de ocuparse del nuevo Estatuto de Tánger tendrá lugar pronto. Tenemos la esperanza de que la voz marroquí será en ella oída para defender sus derechos.” Cerró su intervención con un llamamiento a los funcionarios públicos, para que aseguren y protejan los derechos civiles y religiosos del pueblo. La frase final de reconocimiento a Francia en su discurso, que había sido incluida por la Residencia, fue omitida por Mohamed V, provocando tensión con las autoridades francesas.
En 1947, el general Alphonse Juin toma medidas drásticas y lleva a cabo una campaña llena de calumnias contra Sidi Mohamed; después de que el sultán se hubo dirigido al presidente de la República francesa para expresarle los cambios que deben producirse en Marruecos. El 31 de octubre de 1947, Sidi Mohamed entrega un memorándum donde rechazaba toda clase de reformas tomadas dentro del protectorado y pedía la revisión del tratado de Fez del 30 de marzo de 1912. 

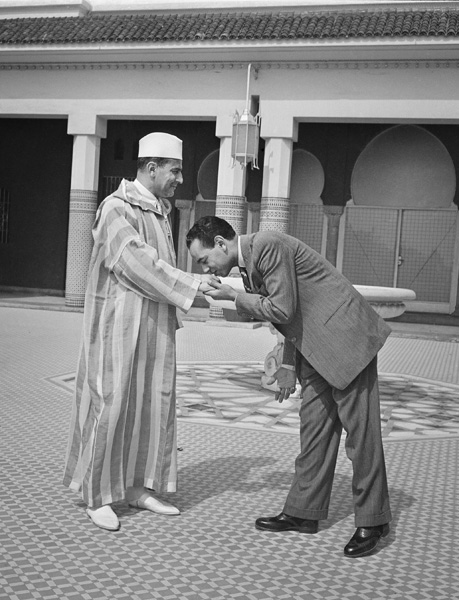
Moulay El Hasán besando la mano de su padre, el sultán Mohamed V, en torno a 1950.

Las tensiones culminaron en la década de los 1950. Los franceses se aliaron entonces con elementos tradicionalistas como El Glaoui, Pacha de Marrakech en contra de otras facciones como las élites nacionalistas y reformistas del Istiqlal. El 26 de enero de 1951, el presidente general Juin exigirá a Sidi Mohamed que denuncie al Partido del Istiqlal, despida a los miembros del gabinete real constituido por él mismo, y rompa con sus colaboradores nacionalistas. El sultán es acusado de deteriorar la situación durante los disturbios en Casablanca, a finales del año 1952; hechos que se habían producido después de unas manifestaciones pacíficas, en solidaridad con el pueblo tunecino, después del asesinato del dirigente sindicalista Ferhat Hachad. Al mismo tiempo, la prensa colonialista pedía la destitución e incluso el encarcelamiento del monarca y la ejecución del príncipe heredero. Y tanto el Partido del Istiqlal, como el Partido Comunista Marroquí fueron declarados ilegales y sus dirigentes y afiliados, acusados de atentar contra la seguridad del Estado, fueron detenidos, torturados y encarcelados.
Este acercamiento entre la monarquía y el movimiento nacionalista, cuyos proyectos difieren, se explica por el historiador Bernard Cubertafond por el hecho de que «cada lado necesita al otro»: el movimiento nacional ve la creciente popularidad del rey y su prudente pero progresiva emancipación de un protector que, de hecho, salió del tratado de 1912 y vino a dirigir la administración; el rey no puede, salvo para desacreditarse, aislarse de un movimiento nacionalista que reúna a las fuerzas vivas de su país y a la élite de su juventud, y necesita este poder de protesta para imponer cambios en Francia".

## Destitución y exilio (1953-1955)
El 20 de agosto de 1953, a pesar de la rotunda oposición emitida desde París, los franceses destituyeron al sultán, quien se negaba a abdicar de su trono. Finalmente, las autoridades francesas nombraron como nuevo sultán de Marruecos, a Mohamed Ben Arafa y forzaron al exilio a Mohamed V, quien se refugió en Córcega y Madagascar, mientras la resistencia nacionalista se iba reforzando. La inseguridad aumentó por todo Marruecos. Los franceses reaccionaron con represión y violencia, pero acabaron negociando con los nacionalistas y el Sultán depuesto y admitiendo su retorno del exilio. El Glaoui se verá obligado a pedir el perdón de Mohamed V.
Ben Arafa dimite el 1 de octubre de 1955 y el 31 de octubre de 1955 el sultán vuelve a Francia. El 1 de noviembre, el rey llega a Villacoublay, donde es recibido por los miembros del Consejo del Trono. Allí dan comienzo unas conversaciones históricas que terminarán el 6 de noviembre con una declaración común franco-marroquí que anuncia «negociaciones destinadas a hacer que Marruecos acceda a la condición de Estado independiente, unido a Francia por los vínculos permanentes de una interdependencia libremente consentida y definida».

## Regreso e independencia (1955-1956)
Finalmente, el gobierno francés negoció con Mohamed V su regreso el 16 de noviembre de 1955. Una muchedumbre recibió a su sultán con entusiasmo en Marruecos. La independencia de Marruecos se reconoce el 2 de mayo de 1956, y el tratado de Fez del 30 de marzo de 1912 pasa a considerarse obsoleto, reunificando los antiguos protectorados de Francia y de España, así como el enclave internacional de Tánger (1956). En su discurso del 7 de marzo de 1956 en Rabat, el sultán dijo:

Pueblo fiel: Sabéis que Francia ha reconocido nuestra independencia y que las negociaciones prosiguen entre su Gobierno y el Nuestro para determinar los lazos de la interdependencia entre los dos Estados, sin que en tal interdependencia existía menoscabo de nuestra independencia o atentado alguno contra nuestra dignidad, sino todo lo contrario: será la manifestación misma de tal independencia y tal personalidad y dignidad marroquíes.
Mohamed V

Este discurso acaba con un llamamiento de confianza hacia su persona:

Tened fe en Dios y agrupaos alrededor de vuestro Trono y de un Rey que ha consagrado su vida a la defensa de vuestros intereses, a la salvaguardia de vuestra dignidad y que quiere hacer de vosotros un pueblo libre de la miseria, la ignorancia, la enfermedad y la inquietud y que dé la imagen de una sociedad sana, feliz, potente, próspera y gloriosa.
Mohamed V

Ben Yusef sabía que el entusiasmo disminuiría rápidamente y que el pulso con el Movimiento Nacional sería largo y difícil. Para reconciliarse con la clase social y los señores feudales, Mohamed V perdonó al bajá Glaui. El rey quería instaurar en Marruecos un régimen democrático en el marco de una monarquía constitucional, basada en la separación de poderes.

## Después de la independencia (1956-1961)
Una vez obtenida la independencia de Marruecos del protectorado francés, lo prioritario era recuperar aquellas zonas del país que se hallaban bajo control español, con el fin de completar la reunificación del Reino. 

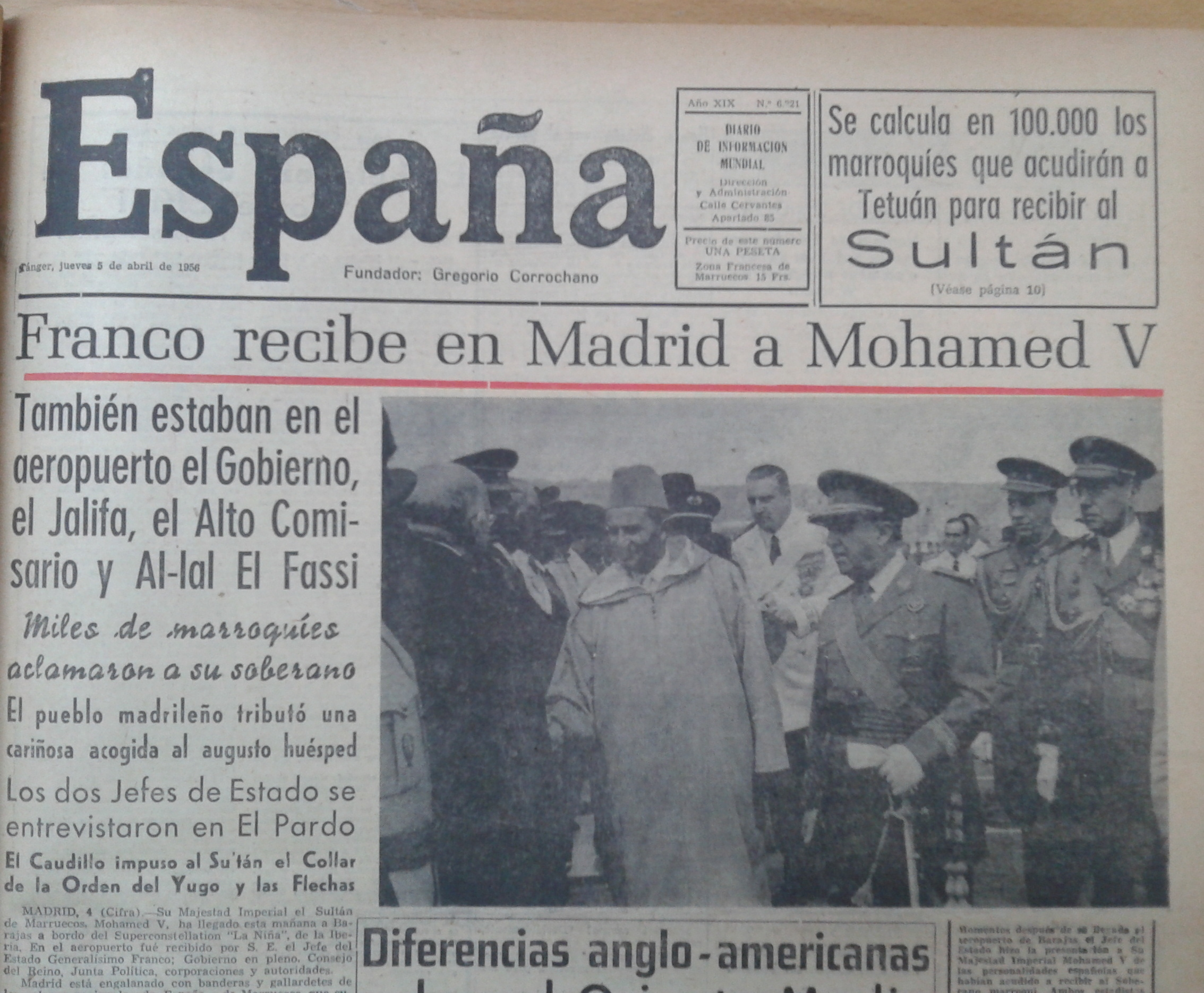
Franco recibe en Madrid a Mohamed V - 4 de abril de 1956

 El 4 de abril de 1956 Mohamed V viajará a Madrid donde firmó un tratado que puso fin al protectorado español en la zona norte. En 1957, Mohamed ben Yúsef pasó a llamarse rey y empezó a trabajar para consolidar la independencia del país. Primero se produjo la anexión de Cabo Juby tras la guerra de Ifni-Sahara contra España y Francia, y posteriormente la retirada de las últimas tropas francesas (1961) y la cesión de Ifni (1969) .
Para asegurar la calma y el orden, el hijo del rey Mulay Hasán toma las riendas de las Fuerzas Armadas Reales (FAR), creadas a finales de marzo de 1956. En febrero de 1958, el Ejército de Liberación de Marruecos (ELM) es disuelto y pasa a ser integrado dentro del FAR. Asimismo, entre los grandes partidos del Istiqlal y el Partido Democrático y de la Independencia (PDI) se produce una lucha de poder, en la cual el rey tiene que intervenir como mediador, en determinados momentos.
Se opone a la reforma agraria a favor de los campesinos pobres que pide la izquierda. El Partido Comunista Marroquí está prohibido y el Ejército de Liberación Nacional Marruecos, que se negó a deponer las armas mientras Francia mantiene tropas en Marruecos, es reprimido por las Fuerzas Armadas Reales. Por último, los militantes del Unión Nacional de Fuerzas Populares,socialista, están siendo reprimidos. 
El 26 de febrero de 1961, Mohamed V muere de forma repentina a causa de problemas cardiacos. Y es su hijo Hasán II quien le sucede en el trono. Sobre su popularidad entre el pueblo marroquí, el periodista Ignace Dalle dice: “Aunque sus debilidades y sus límites eran conocidos por un pequeño círculo de allegados, su popularidad seguía siendo grande entre los marroquíes, que sólo veían el lado afable del personaje e ignoraban sus zonas oscuras.”

## Títulos y tratamientos
Esta tabla aún no está actualizada. Puedes contribuir aportando información sobre títulos y tratamientos de esta persona.

## Distinciones honoríficas

### Distinciones honoríficas marroquíes
- Gran maestre de la Orden de Mohamed.
- Gran Maestre de la Orden Alauí.

### Distinciones honoríficas
- Nishan ud-Dam (La condecoración de Sangre) de la República Tunecina
- Gran Cruz de la Legión de Honor de la República Francesa -1927
- Collar de la Orden de Carlos III -1929[29]
- Compañero de la Orden de la Liberación de la República Francesa -1945
- Comandante supremo de la Legión al Mérito de los EE. UU. -1945
- Las insignias de doctor “honoris causa” de la Universidad de Burdeos-1950
- Gran collar de la Orden Imperial del Yugo y las Flechas -1956[30]
- Gran Collar de la Orden de Idris I del reino de Libia -1956
- Collar de la Orden de Hachemitas del reino de Irak -1956
- Gran Cordón de la Orden de Umayyad de Siria -1960
- Gran Cordón de la Orden de Mérito de Líbano, clase especial -1960
- Collar de la Orden del Nilo de la República Egipcia -1960
- Collar de la Orden de al-Huseín bin Ali de Jordania -1960
- Gran Cordón del rey Abdulaziz condecoración de Arabia Saudí -1960[3]